# Напалково (Нижньогородська область)
Напалково (рос. Напалково) — село в Бутурлинському районі Нижньогородської області Російської Федерації.
Населення становить 52 особи. Входить до складу муніципального утворення Уваровська сільрада.

## Історія
Від 2009 року входить до складу муніципального утворення Уваровська сільрада.

## Населення
| 1999 | 2002 | 2010 |
| ---- | ---- | ---- |
| 94   | ↘68  | ↘52  |